# Домаль, Рене
Рене́ Дома́ль (фр. René Daumal, 16 марта 1908, Бульзикур, Арденны — 21 мая 1944, Париж) — французский поэт и прозаик.

## Биография и творчество
Сын высокопоставленного правительственного чиновника. Учился в престижном парижском лицее Генриха IV, где познакомился с Симоной Вейль. Визионер и богоискатель, увлекался тибетской мистикой, учением Г. Гурджиева, переводил книги Э. Хемингуэя, Д. Т. Судзуки. Входил в близкую к сюрреализму литературную группу «Grand jeu» (фр.. Умер от скоротечного туберкулёза, усугублённого неумеренным употреблением наркотиков.

## Произведения
- Поэма «Противонебо» (1929),
- роман «Великий запой» (1938),
- роман «Гора Аналог» (1939—1944, незакончен; экранизирован А. Ходоровским, 1973).

## Посмертные издания
- Chaque fois que l’aube paraît. Paris: Gallimard, 1953.
- Tu t’es toujours trompé. Paris: Mercure de France, 1970
- Bharata, l’origine du théâtre. La Poésie et la Musique en Inde. Paris: Gallimard, 1970
- Essais et Notes. Tome 1/2. Paris: Gallimard, 1972
- Mugle. Montpellier: Fata Morgana, 1978
- René Daumal ou le retour à soi. Paris: L’Originel, 1981
- Je ne parle jamais pour ne rien dire. Lettres à A. Harfaux. Amiens: Le Nyctalope, 1994
- Correspondance. Tome 1/3. Paris: Gallimard, 1992—1996
- Fragments inédits (1932-33). Première étape vers la Grande beuverie. Arcueil: Eolienne, 1996
- Chroniques cinématographiques (1934). Clermont-Ferrand: Au signe de la licorne, 2004.

## На русском языке
- Гора Аналог / пер. с фр. Т. Ворсановой. — М.: Энигма, 1996. — 176 с. — (Серия: Rosarium). — ISBN 5-85747-015-3.
- Первый шаг // Гурджиев Г. Эссе и размышления о Человеке и его Учении. — М.: Старклайт, 2002. — С. 31-34.
- Священная война // Lapsit Exillis. 2003. № 4.
- [Стихи] // Поэзия французского сюрреализма. — СПб.: Амфора, 2003. — С. 329—344, 450—456.
- Великий запой: Роман; Эссе и заметки / Пер. с фр., коммент. и послесл. В. Кислова. — СПб.: Издательство Ивана Лимбаха, 2012. — 432 с. — ISBN 978-5-89059-181-4.
- Святая война / Сост. В. Кислова; предисл. А. Рясова; послесл. В. Кондратьева. — М.: Опустошитель, 2016. — 164 с. — ISBN 978-5-7664-0011-0.

## О писателе
- Random M. Les puissances du dedans: Luc Dietrich, Lanza del Vasto, René Daumal, Gurdjieff. Paris, 1966
- Biès J. René Daumal. Paris: Seghers, 1967
- Melrose R. René Daumal romancier. Kensington: University of New South Wales, 1969
- Powrie Ph. René Daumal and Roger Gilbert-Lecomte: A bibliography. London: Grant & Cutler, 1988
- Ferrick Rosenblatt K., Daumal J. René Daumal: Au-delà de l’horizon. Paris: Corti, 1992
- Grosrey A. L’expérience littéraire de René Daumal, Hermann Hesse, Carlos Castaneda du malaise occidental à la sérenité indienne. Lille:Université de Lille, 1992
- René Daumal (Les Dossiers H), lausanne: L'Âge d’homme, 1993.
- René Daumal et ses abords immédiats/ Dossier établi par Pascal Sigoda. Aiglemont: Mont Analogue,1994
- Bousquet J., Noël B. René Daumal. Draguignan: Unes, 1996
- Tonnac J.-P. de. René Daumal, l’archange. Paris: Grasset et Fasquelle, 1998
- Ferrick Rosenblatt K. René Daumal: The Life and Work of a Mystic Guide. New York: Suny Press, 1999
- Fourgeaud-Laville C. René Daumal: l’Inde en jeu. Paris: Cygne, Paris, 2003
- Marcaurelle R. René Daumal. Vers l'éveil définitif. Paris: L’Harmattan, 2004
- Стефанов Ю. Волшебная гора Рене Домаля// Домаль Р. Гора Аналог. М.: Энигма, 1996
- Кондратьев В. Эссе о Домале ()
- Жильбер-Леконт, Р. Рене Домаль// Поэзия французского сюрреализма. СПб: Амфора, 2003, с.444-449